# Jean Corbon
Jean Corbon (* 1924 in Paris; † 25. Februar 2001) war ein maronitischer Priester und Hochschullehrer. 
Er trat in den Dominikanerorden ein und folgte seiner Berufung in den Nahen Osten. Hier wurde ihm Libanon zur Wahlheimat. 1959 wechselte er zur griechisch-katholischen Kirche und wurde Priester der griechisch katholischen Eparchie. Er lehrte als Professor Liturgie und Ökumenik an den Universitäten St. Joseph, Beirut-Aschrafija und St. Esprit, Kaslik.

## Werke
- L’Église des Arabes (1977), (dt. Die Kirche der Araber), Herausg. Cerf, 247 S., ISBN 978-2-204-08503-8
- Liturgie de source (1980), (dt. Liturgie aus dem Urquell), Herausg. Cerf, 211 S., ISBN 978-2-204-08504-5

| Personendaten    | Personendaten          |
| ---------------- | ---------------------- |
| NAME             | Corbon, Jean           |
| KURZBESCHREIBUNG | maronitischer Priester |
| GEBURTSDATUM     | 1924                   |
| GEBURTSORT       | Paris                  |
| STERBEDATUM      | 25. Februar 2001       |